# 사이클론 작전
사이클론 작전(영어: Operation Cyclone)은 1979년부터 1992년까지 아프가니스탄에서 아프가니스탄 민주공화국을 지원하는 소련의 군사 개입 전후로 미국 중앙정보국 (CIA)이 아프가니스탄 무자헤딘을 무장하고 자금을 지원했던 프로그램의 암호명이다. 무자헤딘은 영국의 MI6의 지원도 받았는데, MI6은 자체적인 비밀 작전을 수행했다. 이 프로그램은 소련 지향적인 아프가니스탄 민주공화국 행정부에 맞서 소련 개입 이전부터 싸워왔던 다른 비이념적 아프가니스탄 저항 단체들보다는 이웃 파키스탄의 무함마드 지아울하크 정권이 선호했던 지하드주의 연계 단체를 포함한 이슬람 무장 단체들을 지원하는 데 크게 기울었다.
사이클론 작전은 CIA가 수행했던 가장 길고 비용이 많이 드는 비밀 작전 중 하나였다. 자금 지원은 1979년 중반에 공식적으로 69만 5천 달러로 시작되었으며, 1980년에는 연간 2천만~3천만 달러로 급격히 증가했고, 1987년에는 연간 6억 3천만 달러로 증가하여, "제3세계 반군에 대한 가장 큰 유산"으로 묘사되었다. CIA가 처음으로 공급한 무기는 1979년 12월에 선적된 오래된 영국제 리엔필드 소총이었으며, 1986년 9월까지 이 프로그램에는 최첨단 미국제 무기, 예를 들어 FIM-92 스팅어 지대공 미사일이 포함되었는데, 이 미사일 중 약 2,300개가 결국 아프가니스탄으로 선적되었다. 자금 지원은 1989년 소련군 철수 이후에도 (줄었지만) 계속되었는데, 이는 무자헤딘이 제1차 아프가니스탄 내전 동안 아프가니스탄 민주공화국의 군대와 계속 싸웠기 때문이다.

## 배경
누르 모하마드 타라키의 지휘 아래, 공산주의자들은 1978년 4월 27일 아프가니스탄에서 권력을 장악했다. 타라키의 강경파 할크 파벌과 온건파 파르참 사이에 분열되어 있던 새로 형성된 아프가니스탄 민주공화국 (DRA)은 그해 12월 소련과 우호 조약을 체결했다. 타라키의 세속 교육 개선 및 토지 재분배 노력은 아프가니스탄 역사상 전례 없는 대규모 처형 (많은 보수적인 종교 지도자 포함)과 정치적 억압을 동반했으며, 이로 인해 아프가니스탄 무자헤딘 반군의 봉기가 일어났고, 이들 중 다수는 1975년 이전 공화당 정권에 대한 봉기가 실패한 후 파키스탄에서 망명 생활을 하고 있었다.
1979년 4월의 일반 봉기 이후, 타라키는 9월에 할크의 라이벌 하피줄라 아민에 의해 축출되었다. 아민은 외국 관찰자들에 의해 "잔인한 정신병자"로 여겨졌다. 소련은 특히 할크 정권 말기의 잔혹성에 경악했으며, 이오시프 스탈린을 숭배하는 아민이 미국 중앙정보국 (CIA)의 요원이라고 의심했다. CIA는 이를 부인했지만, 몇몇 학자들은 아민과 CIA 사이의 유의미한 연관성을 반박했다. 아민은 뉴욕의 컬럼비아 대학교에서 학업 중 아프가니스탄 학생회를 이끌 때 CIA의 자금을 지원받았다고 한때 진술했다. 기밀 해제된 미국 정부 기록과 소련 관리들의 증언은 소련-아프가니스탄 전쟁 이전 몇 달 동안 아민과 미국 관리들 간의 회담을 기록하고 있다. 카불 주재 미국 대사대리였던 아처 블러드와 브루스 암스터츠와의 회담에서 아민은 미국과의 관계 개선에 대한 의지를 표명했으며, 소련과 독립적으로 운영된다고 밝혔다. 아민의 회담은 소련 관리들로부터 비밀리에 진행된 것으로 보인다.
1970년대 후반, 파키스탄 정보 관계자들은 이슬람 반군에게 물질적 지원을 보내도록 미국과 동맹국들에게 은밀히 로비하기 시작했다. 파키스탄 대통령 무함마드 지아울하크와 미국의 관계는 파키스탄의 핵 프로그램과 1979년 4월 줄피카르 알리 부토의 처형으로 인해 지미 카터 대통령 재임 기간 동안 긴장 상태였지만, 카터는 1979년 1월 일찍이 즈비그뉴 브레진스키 국가안보보좌관과 사이러스 밴스 국무장관에게 이란의 불안정을 고려할 때 "파키스탄과의 관계를 복원하는 것"이 중요하다고 말했다. 전 CIA 관리 로버트 게이츠에 따르면, "카터 행정부는 제3세계, 특히 1979년 중반부터 소련과 쿠바의 침략에 맞서기 위해 CIA에 의존했다." 1979년 3월, "CIA는 아프가니스탄과 관련된 몇 가지 비밀 작전 옵션을 미국 국가안전보장회의의 SCC (특별 조정 위원회)에 보냈다." 3월 30일 회의에서 미국 미국 국방부 대표 월터 슬로콤은 "아프가니스탄 반군을 계속 유지하여 '소련을 베트남의 진흙탕으로 끌어들이는' 가치가 있는가?"라고 물었다. 이 발언에 대해 설명해달라는 요청을 받았을 때, 슬로콤은 "음, 전체 아이디어는 소련이 이 타르 베이비[아프가니스탄]를 공격하기로 결정한다면, 우리는 그들이 갇히도록 확실히 하는 데 모든 관심을 기울였다는 것입니다."라고 설명했다. 그러나 4월 5일 국가 정보관 아놀드 호렐릭의 메모는 다음과 같이 경고했다: "비밀 작전은 소련에 대한 비용을 증가시키고 많은 국가에서 무슬림의 반소 정서를 자극할 것이다. 위험은 상당한 미국의 비밀 원조 프로그램이 판돈을 높여 소련이 의도했던 것보다 더 직접적이고 강력하게 개입하도록 유도할 수 있다는 것이었다."
1979년 5월, 미국 관리들은 파키스탄 정부 접촉을 통해 은밀히 반군 지도자들과 만나기 시작했다. 전 파키스탄 군 관계자는 그달에 자신이 직접 CIA 관리와 굴부딘 헤크마티아르를 소개했다고 주장했다. (이 회담을 묘사하는 기록에 대한 정보 자유법 요청은 거부되었다.) 4월 6일과 7월 3일에 추가 회담이 열렸고, 두 번째 회담과 같은 날, 카터는 CIA가 비군사적 지원 (예: "현금, 의료 장비, 무전기")과 DRA의 소련 지원 지도부를 겨냥한 선전 캠페인에 69만 5천 달러를 지출하도록 허용하는 두 가지 대통령 명령에 서명했는데, 이는 (스티브 콜의 말에 따르면) "당시에는 작은 시작처럼 보였다." 소련 지도자 레오니트 브레즈네프는 아민의 타라키 살해에 충격을 받았고, 1979년 12월 소련이 국가를 침공하고 아민을 살해한 뒤 파르참 지도자 바브라크 카르말을 대통령으로 세웠다.
침공 전 미국이 무자헤딘에 원조를 보낸 것의 완전한 중요성은 학자들 사이에서 논의되고 있다. 일부는 이것이 소련군을 파견하도록 직접적이고 심지어 의도적으로 유발했다고 주장한다. 브루스 리델에 따르면, 1978년과 1979년 동안 미국 정보기관의 컨센서스는 "칼크 정부가 붕괴할 가능성이 있어 보이더라도 모스크바는 무력 개입하지 않을 것"이었으며, 무자헤딘에 대한 미국의 원조는 주로 파키스탄과의 관계 개선을 위한 것이었다. 콜은 다음과 같이 주장했다.
동시대의 메모들, 특히 소련 침공 직후 작성된 메모들은 브레진스키가 아프가니스탄에서 비밀 작전을 통해 소련에 맞서기로 결심했지만, 소련이 승리할 것을 매우 우려했다는 점을 명확히 보여준다. ... 이 증거와 침공이 카터 행정부에 부과한 막대한 정치적 및 안보적 비용을 고려할 때, 브레진스키가 소련을 아프가니스탄으로 유인했다는 주장은 깊은 회의를 불러일으킨다."
코너 토빈은 기밀 해제된 미국 문서를 인용하여 "소련의 군사 개입은 카터 행정부가 추구하거나 원했던 것이 아니었다... 증가하는 소련의 영향력에 대한 대응으로 발전한 소규모 비밀 프로그램은 소련이 군사적으로 개입할 경우 워싱턴이 그들의 입지를 공고히 하는 것을 어렵게 만들 수 있는 더 나은 위치에 있을 수 있도록 하는 비상 계획의 일부였지만, 개입을 유도하기 위해 고안된 것은 아니었다."라고 썼다. 한 서평에서 조너선 해슬럼은 토빈의 결론이 "의심스럽다"고 썼는데, 이는 미국 기록 보관소의 불완전성; 10월 27일 브레진스키와 미국 주재 영국 대사 니콜라스 헨더슨 사이의 회담에서, 헨더슨에 따르면 브레진스키는 "아프가니스탄에서 러시아인들의 삶을 어렵게 만들기 위해 [미국의] 준비가 되어 있음을 암시했다"; 그리고 "러시아인들은 개입을 망설였을 뿐만 아니라" "장비와 조언만 제공하면서 거리를 두려고 노력했다"는 사실에도 불구하고, 미국이 침공을 유발하려고 했다고 주장하는 여러 현대 미국 및 소련 관리들의 증언을 인용했다.
1979년 11월부터 12월 말 소련 침공까지 카터의 일기에는 아프가니스탄에 대한 언급이 단 두 번밖에 없으며, 대신 이란에서 진행 중인 인질 위기에만 몰두하고 있다. 서방에서는 소련의 아프가니스탄 침공이 세계 안보와 페르시아만의 석유 공급에 대한 위협으로 간주되었다. 더욱이 미국 관리들은 이란과 파키스탄 모두에 대한 소련의 위협을 재평가했지만, 이제 그러한 두려움은 과장된 것으로 알려져 있다. 예를 들어, 미국 정보부는 1980년 내내 이란 침공을 위한 소련의 훈련을 면밀히 주시했으며, 브레진스키의 "소련이 아프가니스탄을 지배하게 되면, 그들은 별도의 발루치스탄을 조장할 수 있으며, 이로써 파키스탄과 이란을 분리시킬 수 있다"는 이전 경고는 새로운 긴급성을 띠게 되었다.
침공 후 카터는 강력하게 대응하기로 결심했다. 그는 텔레비전 연설에서 소련에 대한 제재를 발표하고, 파키스탄에 대한 원조 재개를 약속하며, 페르시아만의 방위를 미국이 책임지겠다고 공언했다. 카터는 또한 모스크바 1980년 하계 올림픽 보이콧을 요청했는데, 이는 쓰라린 논란을 불러일으켰다. 영국 총리 마거릿 대처는 카터의 강경한 입장을 열정적으로 지지했지만, 영국 정보부는 "CIA가 파키스탄에 대한 소련의 위협에 대해 너무 과민 반응하고 있다"고 생각했다.
중앙정보국장 (DCI) 스탠스필드 터너와 CIA의 작전국 (DO)은 1979년 10월까지 게이츠가 "몇 가지 강화 옵션"—ISI를 통해 미국에서 무자헤딘에게 직접 무기를 제공하는 것을 포함하여—을 고려하고 있었고, 그리고 브레진스키의 익명의 보좌관은 셀리그 해리슨과의 대화에서 미국의 명목상 "비치명적인" 무자헤딘 지원이 제3자의 무기 운송을 촉진하는 것을 포함한다고 인정했지만, 콜, 해리슨, 리델, 그리고 당시 DO의 근동-남아시아 부서장인 찰스 코건은 모두 무자헤딘을 위해 의도된 미국 공급 무기가 카터가 1979년 12월 말에 그의 대통령 명령을 치명적인 조항을 포함하도록 수정할 때까지는 1980년 1월까지 파키스탄에 도달하지 않았다고 진술한다. 이는 토빈에 의해 다음과 같이 확인된다: "아프가니스탄 국경 근처에서 소련군 이동 증거가 감지되자, SCC는 12월 17일 '파키스탄인 및 영국인과 함께 반군 세력의 자금 조달, 무장 및 통신을 개선하여 소련이 노력을 계속하는 데 최대한 비용이 많이 들게 할 가능성을 모색하기로' 결정했다. 이는 직접적인 무기 지원보다는 무기 구매 자금 지원 증가를 의미했을 가능성이 높지만, 이 계획들은 침공이 시작된 후에야 착수되었으며, 1980년 1월 이전에 직접적으로 무기가 공급된 적은 없다."
전쟁 기간 동안 미국 정책의 핵심은 1980년 초 카터에 의해 결정되었다. 카터는 파키스탄의 ISI를 통해 무자헤딘을 무장시키는 프로그램을 시작했고, 이를 위해 사우디아라비아로부터 미국의 자금과 동일한 금액을 지원받겠다는 약속을 받아냈다. 무자헤딘에 대한 미국의 지원은 카터의 후임자인 로널드 레이건 하에서 가속화되었으며, 미국 납세자들에게 총 30억 달러의 비용이 들었다. 파키스탄을 통한 미국 원조의 경로는 대규모 사기로 이어졌는데, 카라치로 보내진 무기가 아프가니스탄 반군에게 전달되기보다는 현지 시장에서 자주 팔렸기 때문이다. 카라치는 곧 "세계에서 가장 폭력적인 도시 중 하나"가 되었다. 파키스탄은 또한 어떤 반군이 지원을 받을지 통제했는데, 지아 정부가 지원하는 일곱 무자헤딘 그룹 중 네 그룹은 이슬람 근본주의 신념을 지지했으며, 이 근본주의자들이 대부분의 자금을 받았다. 그럼에도 불구하고 카터는 아프가니스탄의 "자유 투사"라고 여전히 여기는 이들을 지원하기로 한 자신의 결정에 대해 후회를 표명하지 않았다.

## 프로그램

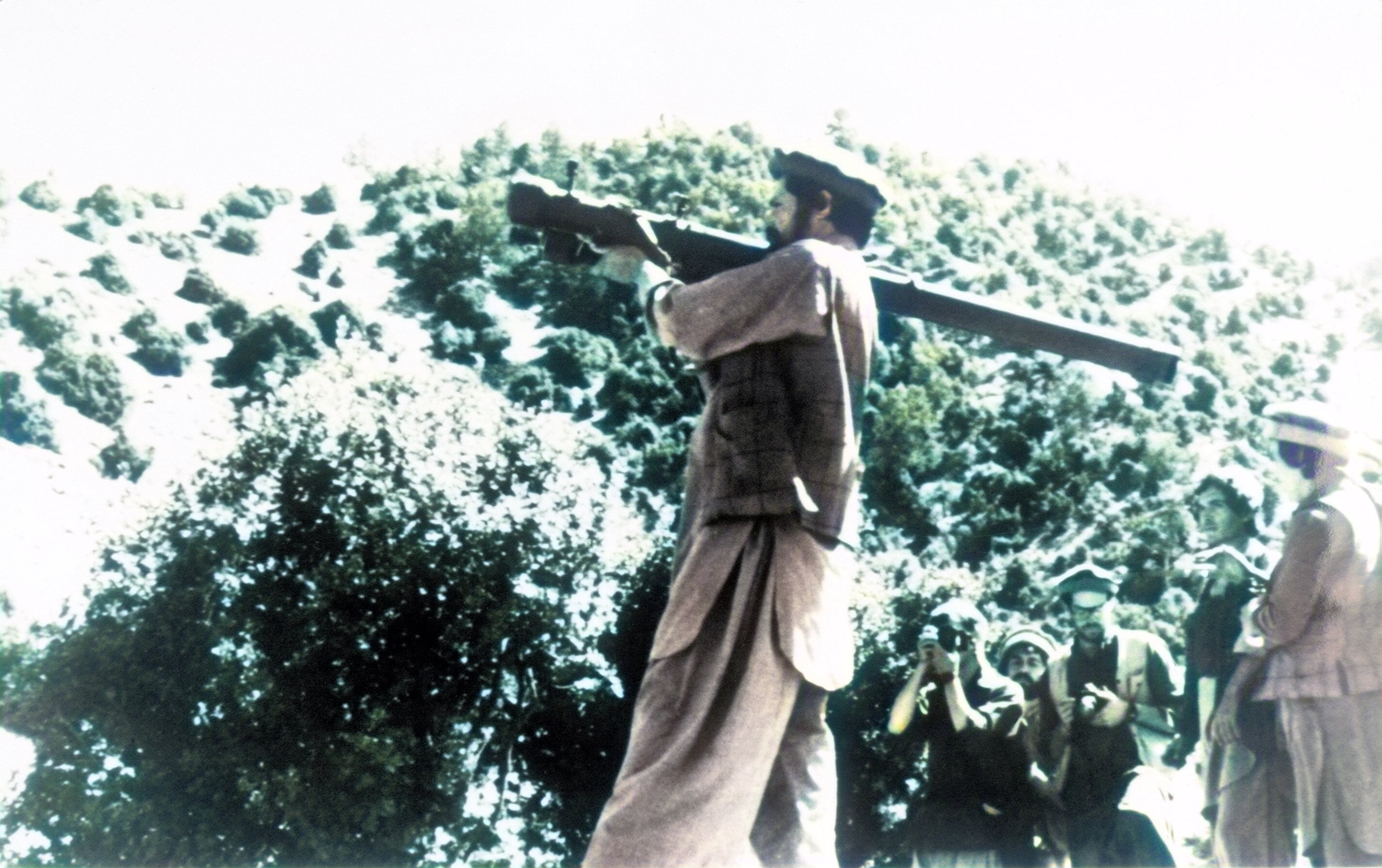
1988년, 무자헤딘 전사가 SA-7을 발사하고 있다.

초기 프로그램의 주요 지지자들은 텍사스주 하원의원 찰리 윌슨, 젊은 CIA 준군사 장교 마이클 G. 비커스, 그리고 윌슨과 친밀한 관계를 맺었던 CIA 지역 책임자 거스트 아브라코토스였다. 그들의 전략은 소련군에 대한 게릴라전을 펼치는 반군의 능력을 향상시키기 위해 다양한 무기, 전술, 병참, 그리고 훈련 프로그램을 제공하는 것이었다. 처음에는 미국의 개입을 숨기기 위해, 이 프로그램은 반군에게 소련제 무기만을 공급했다. 이 계획은 욤키푸르 전쟁 중에 소련제 무기를 대량으로 확보하고 이를 CIA에 비밀리에 판매하기로 동의한 이스라엘의 암묵적인 지원과, 최근 서방 국가에서 구입한 무기로 군대를 현대화하면서 구형 소련제 무기를 무자헤딘에게 전달한 이집트의 도움으로 가능해졌다. 1985년 이후, 레이건 행정부가 전 세계적으로 반소련 저항 운동을 지원할 것이라고 발표하면서 (현재 레이건 독트린으로 알려진 것), 무기의 출처를 불분명하게 할 필요가 없어졌다. 국방부 고위 관리 마이클 필스버리는 스팅어 미사일과 같은 미국제 무기를 아프가니스탄 저항군에게 대량으로 제공하는 것을 성공적으로 주장했다.
무기 분배는 찰리 윌슨 하원의원과 개인적인 관계를 맺고 있던 파키스탄의 대통령 무함마드 지아울하크에게 크게 의존했다. 그의 파키스탄 정보부 (ISI)는 자금 분배, 무기 전달, 군사 훈련 및 아프가니스탄 저항 단체에 대한 재정 지원의 중간자 역할을 했다. 사우디아라비아와 중화인민공화국의 자금 지원과 함께, ISI는 1986년 초까지 매년 16,000명에서 18,000명의 무자헤딘 전사들을 직접 훈련시켰고 (그리고 ISI 훈련을 받은 아프가니스탄인들을 통해 수천 명의 다른 사람들을 간접적으로 훈련시키는 데 도움을 주었다). 그들은 아랍 국가의 자원 봉사자들이 아프가니스탄에 주둔한 소련군에 대항하는 아프가니스탄 저항 운동에 참여하도록 독려했다. 지아는 또한 ISI에게 이스라엘의 모사드와 접촉하도록 지시했다. 워싱턴의 양국 대사관에는 정보국이 설치되어 ISI, MI6, CIA, 모사드가 공동으로 작전을 수행했다. 이 작전 동안 이스라엘은 소련제 무기 (팔레스타인 무장 단체로부터 압수)를 아프가니스탄 무자헤딘에게 공급했다. 파키스탄과 이스라엘은 분쟁 내내 매우 긴밀하게 협력했으며, 소련 항공기와 교전하고 무자헤딘에게 자금과 무기를 제공하던 파키스탄군은 그 결과 상당한 양의 이스라엘 무기와 지원을 받았다.
미국 국무부와 CIA의 민간인 직원이 이 시기 동안 아프가니스탄-파키스탄 국경 지역을 자주 방문했으며, 미국은 아프가니스탄 난민을 지원하는 데 관대하게 기여했다는 보고서가 있다. CIA 국장 윌리엄 케이시는 무자헤딘을 관리하는 ISI 장교들과 만나기 위해 파키스탄을 여러 차례 비밀리에 방문했으며, 적어도 한 번은 게릴라 훈련을 직접 관찰했다. 콜은 다음과 같이 보고한다.
케이시는 아프가니스탄 전쟁을 적진—소련 자체—으로 가져가자고 제안하여 파키스탄 주최자들을 놀라게 했다. 케이시는 선동적인 선전물을 아프가니스탄을 통해 소련의 주로 무슬림인 남부 공화국으로 보내기를 원했다. 파키스탄인들은 동의했고, 파키스탄 및 서방 관리들에 따르면 CIA는 곧 수천 권의 코란뿐만 아니라 우즈베키스탄에서 소련의 잔학 행위에 대한 책들과 우즈베크 민족주의의 역사적 영웅들에 대한 소책자들을 공급했다.
미국 정부와 무자헤딘 간의 다른 직접적인 접촉 지점으로는 CIA가 헤크마티아르를 미국으로 보낸 사건이 있는데, 여기서 그는 국무부 관리 잘마이 칼릴자드의 초대를 받았다. 헤크마티아르는 레이건 대통령을 만날 것을 제안받았으나 거절했고, 1985년 10월 백악관에서 열린 무자헤딘 회의에서는 유니스 칼리스가 그를 대신하여 참석했으며, 그는 레이건에게 공개적으로 이슬람으로 개종할 것을 권유했다. CIA 이슬라마바드 지부장 하워드 하트는 압둘 하크와 개인적인 관계를 맺었고, 이는 하트의 후임자 윌리엄 피크니에 의해 계속되었으며, 이로 인해 아프간 지도자는 레이건과 마거릿 대처 모두를 만났다. 국방부 차관 리처드 아미티지는 무자헤딘, 특히 부르하누딘 라바니와 정기적으로 만났다. CIA 요원들은 또한 잘랄루딘 하카니에게 직접 현금을 지급한 것으로 알려져 있다.
미국이 제작한 스팅어 대공 미사일은 1986년부터 무자헤딘에게 대량으로 공급되었다. 이 무기는 경무장한 아프가니스탄인들이 전략적 지역에서 소련 헬리콥터 착륙에 효과적으로 방어할 수 있도록 함으로써 소련의 전쟁 노력에 결정적인 타격을 입혔다. 스팅어는 너무나 유명하고 치명적이어서 1990년대에 미국은 사용하지 않은 미사일이 반미 테러리스트의 손에 넘어가는 것을 막기 위해 "환매" 프로그램을 실시했다. 이 프로그램은 2001년 말 미국의 아프가니스탄 개입 이후 남아있는 스팅어가 국내 미군에 사용될 수 있다는 우려 때문에 비밀리에 재개되었을 수 있다.
미국이 공급한 스팅어 미사일은 아프간 게릴라들, 일반적으로 무자헤딘으로 알려진 이들에게 소련이 아프가니스탄에 대한 통제를 강화하기 위해 배치한 무시무시한 Mi-24D 헬리콥터 건십을 파괴할 수 있는 능력을 부여했다. 처음 발사된 스팅어 4발 중 3발이 건십을 격추시켰다. 게릴라들은 이제 전장 상공의 소련 통제에 도전할 수 있게 되었다.— CIA – 중앙정보국

레이건의 프로그램은 소련이 반란을 진압하지 못하면서 아프가니스탄에서의 소련 점령을 종식시키는 데 도움이 되었다. 1987년 7월 20일, 1988년 제네바 협정으로 이어진 협상에 따라 소련군의 아프가니스탄 철수가 발표되었으며, 마지막 소련군은 1989년 2월 15일에 떠났다. 소련군은 14,000명 이상이 사망 및 실종되었고, 50,000명 이상이 부상당했다. 철수는 소련의 붕괴 자체를 촉진하는 데 기여했다.

### 자금 조달
미국은 아프가니스탄에서 소련군에 대한 전쟁에서 파키스탄의 역할을 지원하기 위해 두 가지 경제 지원 및 군사 판매 패키지를 제공했다. 첫 번째 6년 지원 패키지 (1981–1987)는 32억 미국 달러에 달했으며, 경제 지원과 군사 판매에 균등하게 분배되었다. 미국은 또한 지원 패키지 외에 1983–87년 동안 40대의 F-16 항공기를 12억 달러에 파키스탄에 판매했다. 두 번째 6년 지원 패키지 (1987–1993)는 42억 달러에 달했다. 이 중 22억 8천만 달러는 보조금 또는 2–3%의 이자율을 가진 대출 형태로 경제 지원에 할당되었다. 나머지 할당액 (17억 4천만 달러)은 군사 구매를 위한 신용 형태였다. 총체적으로, 미국, 사우디아라비아, 중국이 무자헤딘에 제공한 원조는 60억~120억 달러로 평가된다.
무자헤딘은 미국, 사우디아라비아, 파키스탄, 영국 및 기타 이슬람 국가들의 확대된 외국 군사 지원으로부터 이득을 얻었다. 특히 사우디아라비아는 CIA가 무자헤딘에게 보내는 돈과 동일한 금액을 지불하기로 동의했다. 사우디아라비아의 지불이 늦어지면 윌슨과 아브라코토스는 사우디아라비아로 날아가 왕실이 약속을 이행하도록 설득하곤 했다.
다양한 아프가니스탄 파벌에 대한 지원 수준은 달랐다. ISI는 헤크마티아르의 굴부딘 이슬람당과 하카니와 같은 강경 이슬람주의자들을 선호하는 경향이 있었다. 일부 미국인들도 동의했다. 그러나 다른 이들은 아흐마드 샤 마스우드와 같은 온건파들을 선호했다. 여기에는 두 명의 헤리티지 재단 외교 정책 분석가인 마이클 존스와 제임스 A. 필립스가 포함되었는데, 이들은 모두 마스우드를 레이건 독트린 하에서 미국의 지원을 가장 받을 만한 아프가니스탄 저항 지도자로 옹호했다.

### 영국의 지원
영국의 MI6은 아흐마드 샤 마스우드가 이끄는 강경 이슬람 그룹 중 하나를 지원했는데, 그들은 그를 효과적인 전사로 보았다. CIA가 마스우드에 대해 의구심을 가지고 있었음에도 불구하고, 그는 MI6의 핵심 동맹이 되었다. MI6은 매년 두 명의 장교와 군사 교관을 마스우드와 그의 전사들에게 보냈다. 비밀리에 제공된 무기 중 대부분은 오래된 영국군 리엔필드 소총이었는데, 이 중 일부는 인도 육군의 재고에서 구매되었으며 아프가니스탄 저항 단체들 사이에서 인기를 끌었다. 자석 지뢰, 폭발물, 무전기, 정보, 그리고 약 50개의 블로우파이프 미사일 발사기와 300개의 미사일이 아프가니스탄 저항군에게 보내졌다. 한편 SAS는 아프가니스탄 내외부에서 저항군에게 중요한 훈련을 제공했다.

## 여파
소련군 철수 후 미국은 아프가니스탄에 대한 관심을 돌렸지만, ISI와 함께 잘랄라바드 시 점령 계획에 참여했다. 그러나 무자헤딘 병력은 재래식 전쟁에서 아프가니스탄군에 비할 바가 못 되었다. 헤크마티아르와 그의 헤즈브-이-이슬라미 당에 대한 미국의 직접적인 자금 지원은 즉시 중단되었다.
1990년 10월, 미국 대통령 조지 H. W. 부시는 파키스탄이 핵 폭발 장치를 보유하고 있지 않음을 증명하는 것을 거부했고, 이로 인해 대외원조법 (1961년)의 프레슬러 수정안 (1985년)에 따라 파키스탄에 대한 제재가 부과되었다. 이로 인해 1987년에 제안되었던 두 번째 지원 패키지가 중단되었고, 파키스탄으로 이미 운송 중이던 경제 지원을 제외한 파키스탄에 대한 경제 지원 및 군사 판매가 중단되었다. 군사 판매 및 훈련 프로그램도 폐기되었으며, 미국에서 훈련 중이던 일부 파키스탄 군 장교들은 귀국 요청을 받았다.
1991년이 되어서도 찰리 윌슨은 하원 정보 위원회를 설득하여 무자헤딘에 대한 자금 지원을 계속하게 했으며, 1992회계연도에 2억 달러를 제공했다. 사우디아라비아의 매칭 펀드와 합쳐서 그 해에는 4억 달러에 달했다. 아프가니스탄 부족들에게는 걸프 전쟁 동안 미국이 이라크에서 노획한 무기들도 전달되었다.
1998년 뉴스 잡지 《르 누벨 옵세르바퇴르》와의 인터뷰에서 브레진스키는 미래의 테러리스트들에게 무기와 조언을 제공한 작전을 후회하는지 질문을 받았다. 브레진스키는 "세계 역사에서 무엇이 더 중요한가? 탈레반인가 아니면 소련 제국의 붕괴인가? 일부 흥분한 무슬림인가 아니면 중앙 유럽의 해방과 냉전의 종식인가?"라고 말했다고 인용되었다. 소련에 "덫"을 놓는 것에 대한 브레진스키의 논쟁적인 발언과 관련하여, 토빈은 "[르 누벨 옵세르바퇴르 인터뷰]는 역사적 자료로서 중요한 문제가 있다... 출판된 발언은 심하게 편집되었고 브레진스키는 그 기사의 정확성을 여러 차례 부인하며, 그것은 '인터뷰가 아니라, 원래는 전문이 출판될 예정이었으나 자신에게 승인을 구하지 않고 게재된 인터뷰의 발췌문이었다'고 주장했다. 또한 영어로 진행되고 프랑스어로 번역되어 인쇄된 후 다시 영어로 재번역되는 과정에서 원본 진술이 편집되고 번역된 형태로 왜곡되었을 가능성도 있다."라고 경고한다.

## 비판

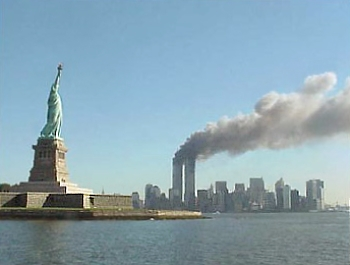
비평가들은 무자헤딘에 대한 자금 지원이 9·11 테러를 유발하는 데 일조했다고 주장한다.

미국 정부는 파키스탄이 자금의 불균형적인 부분을 논란이 많은 헤크마티아르에게 전달하도록 허용한 것에 대해 비판을 받아왔다. 파키스탄 관리들은 그를 "자신들의 사람"으로 여겼다. 헤크마티아르는 다른 무자헤딘을 살해하고, 미국이 공급한 무기로 카불을 포격하여 2,000명의 사상자를 낸 것을 포함하여 민간인들을 공격한 것으로 비판받았다. 헤크마티아르는 알카에다의 창시자인 오사마 빈라덴과 친했다고 전해지며, 빈라덴은 아프가니스탄에서 싸우는 아프간 아랍인 자원 봉사자들을 돕는 작전인 막탑 알-카다마트를 운영하고 있었다. 그의 행동에 놀란 파키스탄 지도자 지아 장군은 헤크마티아르에게 "파키스탄이 그를 아프간 지도자로 만들었고, 그가 계속 잘못 행동한다면 파키스탄이 그를 파괴할 수도 있다"고 경고했다.
CIA와 국무부는 어린아이들에게 인종 차별과 외국인 및 비무슬림 아프간인에 대한 증오언설을 주입하기 위한 교과서를 출판한 것으로 비판받았다.
CIA와 국무부는 또한 ISI 접촉 외에 헤크마티아르와 직접적인 관계를 맺은 것에 대해서도 비판을 받아왔는데, 그가 이 지역에서 헤로인 밀수업자 중 한 명이었음에도 불구하고 말이다.
1980년대 후반, 이슬람주의 운동의 성장에 우려를 표명한 파키스탄 총리 베나지르 부토는 조지 H. W. 부시 대통령에게 "당신은 프랑켄슈타인을 만들고 있다"고 말했다.
다른 이들은 무자헤딘에 대한 자금 지원이 9·11 테러 발생에 영향을 미쳤을 수 있다고 주장했다. 많은 정치 평론가들은 알카에다의 공격을 미국의 무자헤딘 원조의 "블로우백" 또는 의도치 않은 결과로 묘사했다.
무자헤딘 사령관 굴부딘 헤크마티아르에게 제공된 자금의 상당 부분이 비판을 받았는데, 한 미국 무자헤딘 전문가는 워싱턴 포스트에 다음과 같이 말했다:
이제 랭리 사람들이 어떤 표정을 지을지 보고 싶다. 그들은 잘못된 말을 지지했다. 그들은 굴부딘 헤크마티아르를 만드는 데 일조했다.

## CIA의 빈라덴 지원 의혹
여러 출처는 빈 라덴과 알카에다가 CIA의 무자헤딘 지원 프로그램의 수혜자였다고 주장한다. 피터 베르겐에 따르면, "빈 라덴과 그의 아프간 아랍인들이 CIA의 재정 지원을 받았다는 흔한 신화에 대한 증거는 전혀 없다. 또한 어떤 수준에서도 CIA 관리들이 빈 라덴이나 그의 측근들과 만났다는 증거도 없다." 베르겐은 미국의 자금이 아프가니스탄 무자헤딘에게 갔지, 그들을 돕기 위해 온 아랍 자원 봉사자들에게 간 것이 아니라고 주장한다. 마찬가지로, 토마스 헤그하머는 CIA와 아프간 아랍인들 사이의 협력 증거가 없으며, "서방 및 아랍 정부가 아프간 아랍인 동원을 조작했다"는 것은 오해라고 썼으며, "증거는 아프간 아랍인 동원이 주로 비국가 행위자들에 의해 주도되었으며, 정부의 주요 역할은 단순히 방해하지 않는 것이었다"고 주장했다.
반면에 아흐메드 라시드는 당시 CIA 국장 윌리엄 J. 케이시가 "전 세계의 급진 무슬림을 모집하여 파키스탄으로 와서 아프간 무자헤딘과 싸우도록 하는 오랜 ISI 계획에 CIA 지원을 약속했다"고 썼다. 비슷하게 오드 아르네 웨스타드는 CIA가 "무자헤딘에게 지원을 제공하는 이슬람 자선 단체"에 자금을 지원했으며, "이러한 조직 중 적어도 두 곳은 무슬림 자원 봉사자들—주로 북아프리카 출신—을 모집하여 아프가니스탄에서 싸우게 했다"고 썼으며, CIA는 또한 이집트와 "아마도 걸프 국가 중 한 곳"에서 아프간 출신과 아프간 아랍 출신 신병 모두를 위한 훈련 캠프 운영을 도왔다. 경 마틴 에번스는 아랍 외국인 전사들이 "ISI와 저항 조직을 통해 CIA의 자금 지원으로부터 간접적으로 혜택을 받았다"고 언급했으며, 또한 "1988년까지 약 35,000명의 '아랍-아프간인'이 파키스탄에서 군사 훈련을 받았으며, 그 비용은 8억 달러로 추산된다"고 지적했다. 스티브 콜은 "빈 라덴은 CIA의 시야 밖에서 사우디 정보부의 구획화된 작전 내에서 움직였다. CIA 기록 보관소에는 1980년대 CIA 요원과 빈 라덴 사이의 직접적인 접촉 기록이 없다"고 썼으며, "CIA가 1980년대에 빈 라덴과 접촉했고 나중에 이를 은폐했다면, 지금까지는 아주 잘 해냈다"고 언급했다. 그러나 콜은 그럼에도 불구하고 빈 라덴이 1980년대 동안 ISI와 적어도 비공식적으로 협력했으며, "새로 도착한 아랍 지하디스트들을 위해 ISI의 게릴라 훈련 캠프를 이용하고 있었다"고 기록했으며, CIA가 지원하는 무자헤딘 사령관 잘랄루딘 하카니와 친밀한 관계를 맺고 있었다. CIA의 가장 큰 아프간 수혜자 중 일부는 하카니와 헤크마티아르와 같은 아랍주의 사령관이었는데, 이들은 수년 동안 빈 라덴의 핵심 동맹이었다. 1980년대 빈 라덴의 가장 가까운 동료 중 한 명이었던 하카니는 ISI의 중재 없이 CIA 요원들로부터 직접 현금을 받았다. 이러한 독립적인 자금원은 하카니에게 무자헤딘에 대한 불균형적인 영향력을 부여했다. 하카니와 그의 네트워크는 알카에다의 형성 및 성장에 중요한 역할을 했으며, 하카니는 빈 라덴이 하카니 영토에서 무자헤딘 자원봉사자들을 훈련시키고 광범위한 인프라를 구축하도록 허용했다. 1986년 중반부터 1989년 중반까지 CIA 이슬라마바드 지부장이었던 밀턴 비어든은 당시 빈 라덴을 존경하는 시각을 가졌다.

## 같이 보기
- 아흐마드 샤 마스우드
- CIA의 오사마 빈라덴 지원 의혹
- 아프가니스탄 내전
- 아프간 훈련 캠프
- 바다베르 봉기
- 1985년 박타르 아프간 항공 안토노프 An-26 격추 사건
- 1987년 박타르 아프간 항공 안토노프 An-26 격추 사건
- 찰리 윌슨의 전쟁: 역사상 가장 큰 비밀 작전에 대한 특별한 이야기
- 찰리 윌슨의 전쟁
- CIA의 아프가니스탄 활동
- 게리 슈뢰엔
- 하워드 하트
- 잘랄루딘 하카니
- 조앤 헤링
- 팀버 시카모어 작전
- 미국의 정권 교체 개입
- 미국과 국가 후원 테러리즘